# Усти на Орлици
Усти на Орлици (чеш. Ústí nad Orlicí) су град у Чешкој Републици. Усти на Орлици су шести по величини град управне јединице Пардубички крај, у оквиру којег су седиште засебног округа Усти на Орлици.

## Географија
Град Усти на Орлици се налази у северном делу Чешке републике. Град је удаљен од 180 км источно од главног града Прага, а од првог већег града, Пардубица, 70 км источно.
Усти на Орлици су смештени у источном делу Бохемије. Град лежи на у области горја, на приближно 340 м надморске висине. Кроз град протиче река Орлица, притока Лабе. Око града се издижу Орличке планине.

## Историја
Подручје Уста на Орлици било је насељено још у доба праисторије. Насеље под данашњим називом први пут се у писаним документима спомиње у 1241. године, а насеље је 1358. године имало градска права. У ово време овде се досељавају Немци, који су били претежно становништво града све до средине 20. века.
1919. године Усти на Орлици су постали део новоосноване Чехословачке. 1938. године Усти на Орлици, као насеље са немачком већином, је отцепљено од Чехословачке и припојено Трећем рајху у склопу Судетских области. После Другог светског рата месни Немци су се присилно иселили из града у матицу. У време комунизма град је нагло индустријализован. После осамостаљења Чешке дошло је до пада активности индустрије и тешкоћа са преструктурирањем привреде.

## Становништво
Усти на Орлици данас имају око 17.000 становника и последњих година број становника у граду лагано опада. Поред Чеха у граду живе и Словаци и Роми.

## Партнерски градови
- Амберг
- Маса Мартана
- Бистрица Клодска
- Нојкелн
- Попрад

## Галерија
- Панорама града
- Градска саборна црква
- Градска кућа са торњем
- Позориште